# Wasserbahnhof

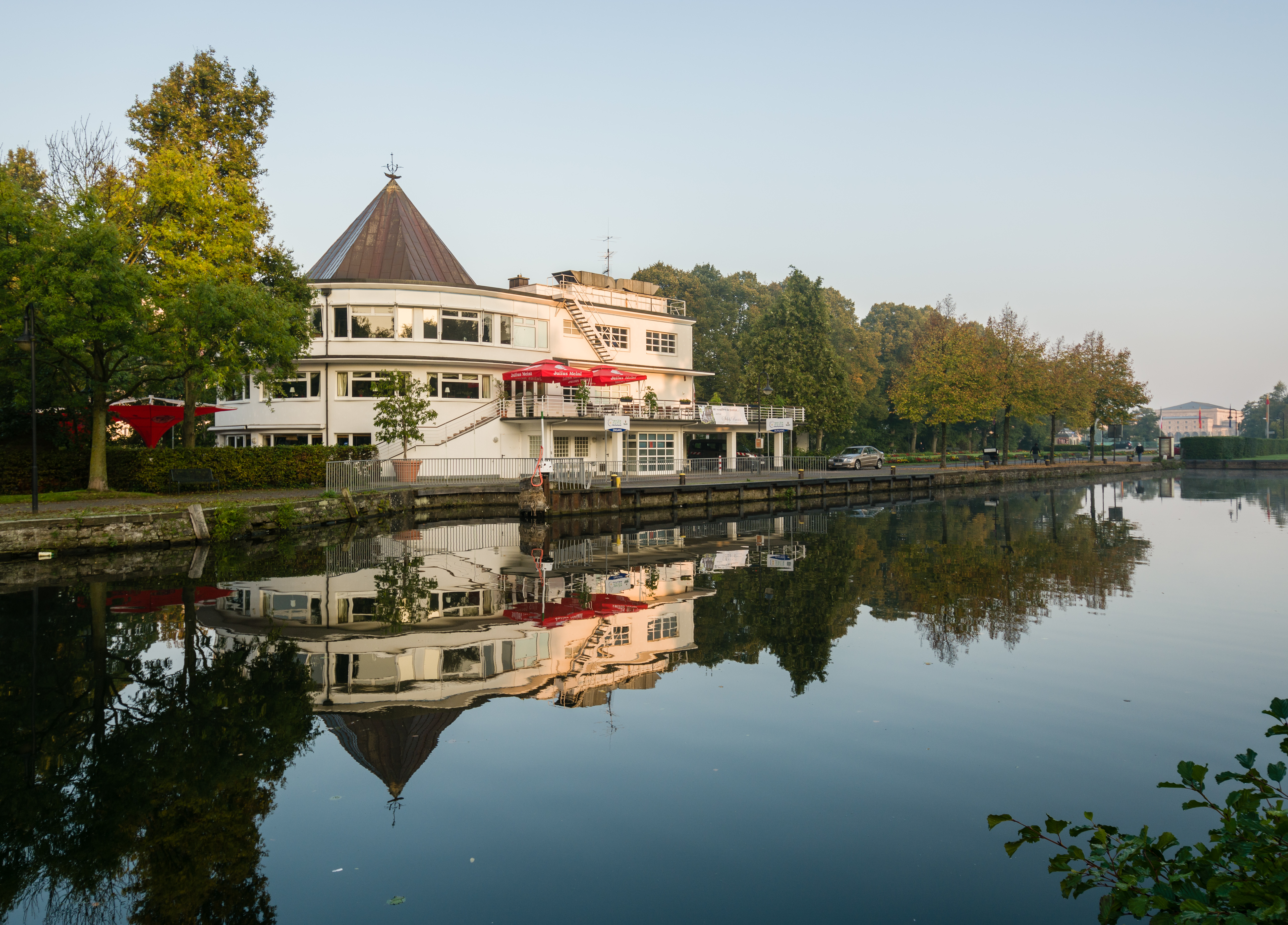
Morgendliche Ansicht des auf der Schleuseninsel gelegenen Wasserbahnhofs

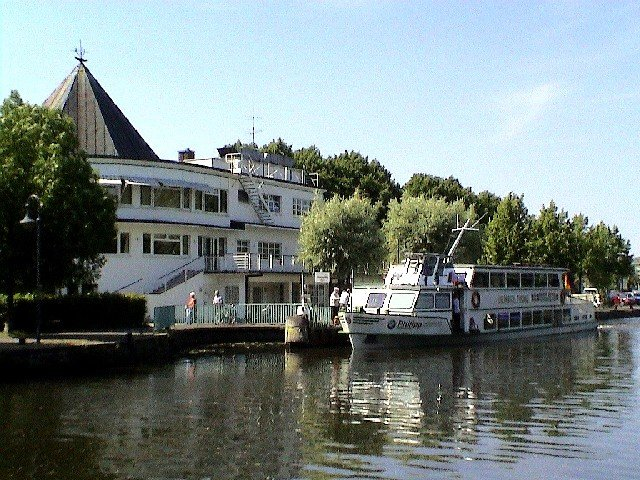
Wasserbahnhof mit festgemachter „Heinrich Thöne“

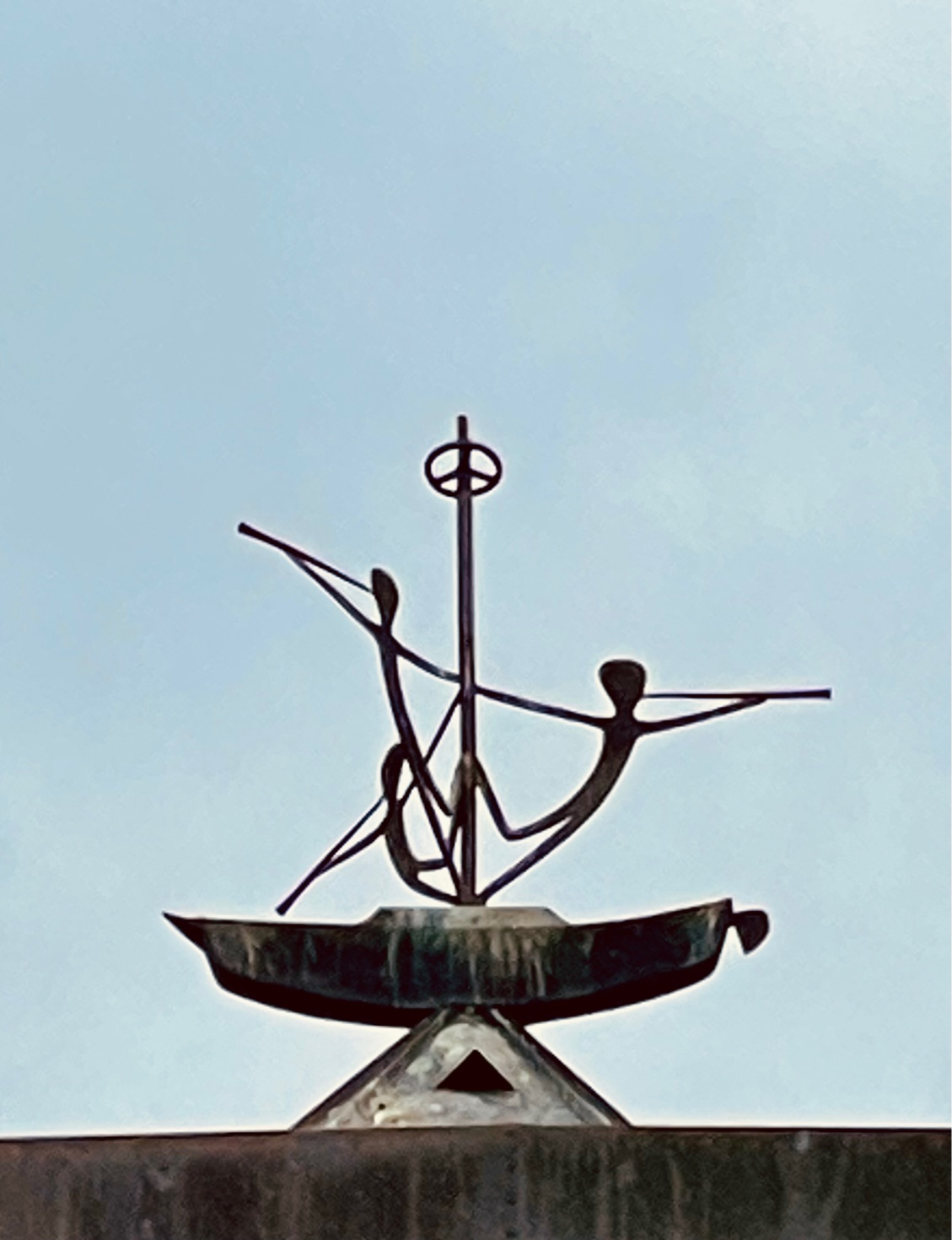
Wetterfahne – zwei Fanfarenbläser mit dem Anti-Kriegs-Symbol „PEACE“ auf dem Dach

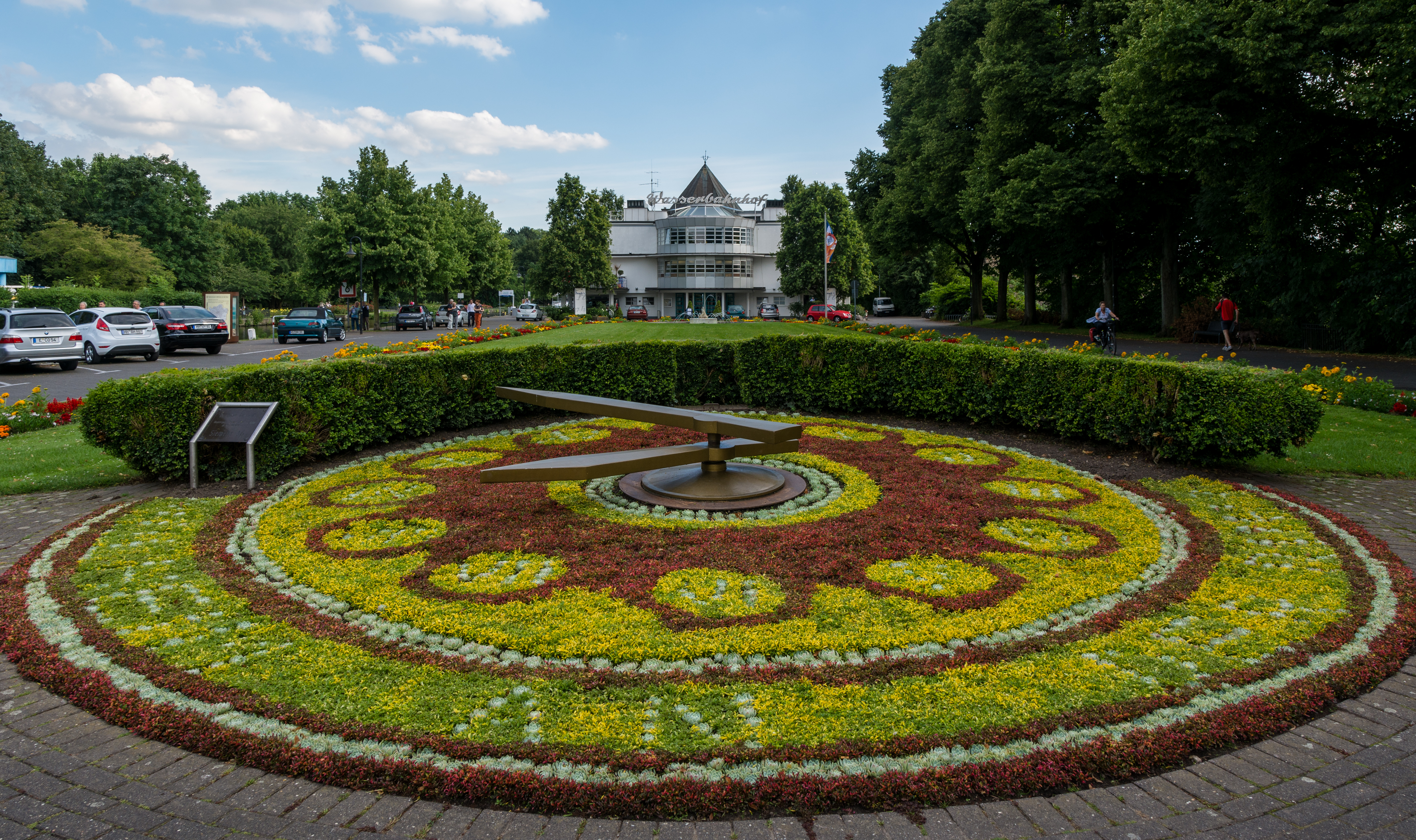
Blumenuhr mit Wasserbahnhof im Hintergrund

Der Wasserbahnhof in Mülheim an der Ruhr ist eine Anlegestelle der Weißen Flotte. Der Wasserbahnhof liegt auf der Schleuseninsel der Ruhrschleuse Mülheim, auf der sich auch das Haus Ruhrnatur befindet.
Der Wasserbahnhof wurde 1927 als kleine Trinkhalle nach Plänen der Architekten Pfeifer und Großmann für die Fahrgäste der Ruhrschifffahrt direkt unterhalb der Ruhrschleuse angelegt. Seit seiner Erbauung dient er als Abfahrtsort für die Schiffe der Mülheimer Weißen Flotte. In den Folgejahren, während die Fahrgastzahlen stetig stiegen, wurde er mehrmals umgebaut und vergrößert.
1945 wurde der Wasserbahnhof von der englischen Besatzungsmacht okkupiert und als Kasino genutzt. Nach der Freigabe 1949 übernahm er wieder seine zusätzliche Aufgabe als Restaurant auf der Schleuseninsel.
Als besondere Attraktion ist im Jahr 1953 eine Blumenuhr vor dem Wasserbahnhof angelegt worden.
1975 verursachte ein Großbrand erhebliche Schäden an und im Gebäude.
Der Wasserbahnhof ist Bestandteil der Route der Industriekultur (Themenroute 12 – Geschichte und Gegenwart der Ruhr und Themenroute 14 – Kanäle und Schifffahrt).